# Biancaneve (fumetto)
Biancaneve è un fumetto italiano per adulti, creato nel 1972 da Renzo Barbieri e Giuseppe Pederiali e disegnato da Leone Frollo, nato come parodia dell'omonima fiaba. Venne pubblicato in Italia dalla Edifumetto in diverse serie fino al 1978. Nel 1982 ne è stata tratta una trasposizione cinematografica.

## Trama
Basata sull'omonima fiaba, racconta le vicende dell'ingenua protagonista che viene iniziata alle gioie del sesso dai sette nani, qui noti come Masoccolo, Occhiolo, Brutolo, Segolo, Anulo, Chiappolo e Montolo. Altri personaggi comprimari sono il re Kurt, il principe Harold e Naga, la perfida regina. La serie racconta le avventure sessuali della protagonista in un mondo di principi, regine e mostri, riuscendo a restare vergine sotto continui assalti sessuali per i primi quattro episodi, per poi divenire la principessa del sesso libero e gioioso per tutti.

## Storia editoriale
La serie venne edita dal 1972 al 1978 prima dalla Segi (Società Editoriale Generale Italiana) e poi dalla Edifumetto, entrambe di proprietà di Barbieri, in quattro serie per un totale di 94 volumi con storie scritte da Giuseppe Pederiali (Rubino Ventura) e disegnate da Leone Frollo (primi 26 numeri) e StudiOriga (Edoardo Morricone), copertine di Alessandro Biffignandi:
- prima serie: 2 volumi da novembre a dicembre 1972 (disegni Leone Frollo, copertine Alessandro Biffignandi);
- seconda serie: 12 volumi da gennaio a dicembre 1973 (disegni Leone Frollo, copertine Alessandro Biffignandi);
- terza serie: 12 volumi da gennaio a dicembre 1974 (disegni Leone Frollo, copertine Alessandro Biffignandi);
- quarta serie: 68 volumi da gennaio 1975 a settembre 1978 (disegni StudiiOriga ed Edoardo Morricone, copertine Alessandro Biffignandi).

## Impatto storico-culturale
L'uscita nelle edicole italiane nel 1972 del fumetto di Biancaneve ebbe un impatto molto forte sull'opinione pubblica e suscitò scalpore e, per certi aspetti, sconcerto, da una geniale intuizione dell'editore Renzo Barbieri per la prima volta infatti la favola, intesa come racconto per bambini e con una morale intrinseca, veniva stravolta e riproposta in veste erotica e trasgressiva, come mai era stato fatto prima, dove il sesso diventava il fulcro trainante della storia.
L'impatto culturale e mediatico fu molto controverso, suscitando imbarazzo e anche posizioni nettamente contrarie a questo genere di fumetto, considerato "amorale" e diseducativo; il successo però fu travolgente, in virtù anche di storie geniali ricche di umorismo e di invenzioni fantastiche, scritte da Giuseppe Pederiali, giornalista, romanziere e sceneggiatore di fumetti, descritte poi nei disegni di Leone Frollo.
Esse segnarono una svolta nel fumetto italiano dell'epoca e grazie all'ormai consolidato successo del personaggio, da li a poco uscirono altri personaggi tratti dalle classiche fiabe per bambini, come Cenerentola, Pinocchio, Cappuccetto Rosso, Fata Turchina, Maghella, o raccolte, come Sexy Favole, Fiabe Proibite, creando un genere che imperversò nelle edicole italiane per oltre dieci anni, e dove si misurarono artisti di primo livello, come Milo Manara, Emanuele Taglietti, Averardo Ciriello, Magnus, Alessandro Biffignandi, Leone Frollo.
Fu un'epoca fertile di grandi innovazioni e di grandi personaggi oltre che di grandi artisti, il che attenuò la critica e la disapprovazione per questo genere di fumetti.
Oggi a distanza di oltre cinquanta anni, molti di questi fumetti sono stati "riabilitati" e vengono (giustamente) considerati e riconosciuti come autentici piccoli capolavori, ricercatissimi dai collezionisti, sono stati anche oggetto di saggi e di analisi storico-sociale da vari studiosi del settore, acquisendo quella dignità artistica culturale, che all'inizio della loro avventura editoriale gli fu pregiudizialmente negata. Naturalmente Biancaneve è al vertice di questa riscoperta ed è considerata parte insostituibile della storia del fumetto italiano.

## Il nuovo genere delle sexy favole
Novembre 1962: nelle edicole italiane esce il numero uno di Diabolik "Il re del terrore" una rivoluzione assoluta nel fumetto tradizionale: per la prima volta l'eroe non è il buono che cerca e ottiene il bene, che veicola messaggi di integrità e giustizia, ma il nuovo eroe è quello che uccide e rapina, e si fa beffe dell'ordine costituito e della giustizia; nasce così il fumetto per adulti, che darà il via al genere del Fumetto nero, sconvolgendo tutti i parametri che fino ad allora avevano sostenuto il fumetto come lo avevamo conosciuto sin dalla sua nascita, un media per bambini che diffondeva valori positivi e buoni sentimenti e in cui l'eroe vinceva sempre e la giustizia trionfava contro ogni sopruso. Dopo Diabolik il fumetto come lo intendevamo non sarà mai più come prima.
Novembre 1972: a dieci anni esatti dalla nascita di Diabolik e del fumetto nero, esce nelle edicole italiane, da una intuizione di Renzo Barbieri, Biancaneve, la favola per antonomasia per bambini, in versione erotica per adulti ed è un'altra rivoluzione nel mondo del fumetto italiano: la fiaba che per definizione, e per cultura e tradizione, è la quintessenza del messaggio di bontà, buoni sentimenti e lieti fini, diventa una fiaba provocante e eroticamente devastante e che si farà beffa di tutti i buoni sentimenti luoghi comuni e degli stereotipi che fino ad allora erano i valori fondanti delle fiabe tradizionali. 
Insomma Biancaneve, come Diabolik dieci anni prima, rivoluzionerà il modo di intendere e usufruire del fumetto, stravolgendo i luoghi comuni e gli stereotipi della società dell'epoca, inserendo nelle storie una provocante satira sociale e una, non velata, denuncia alla società bigotta, moralista e conservatrice, e creando così un nuovo genere, le Sexy Favole per adulti, con decine di personaggi tratti dalle fiabe per bambini più famose e conosciute, sexy fiabe che allieteranno per circa dieci anni gli amanti del fumetto erotico per adulti. Sexy Favole che avranno un grande successo, e che avranno il merito di parlare in modo diverso, con leggerezza, fantasia e gioia, di sesso e sessualità in tutte le sue sfaccettature e senza nessun pregiudizio, oltre a  smascherare i pregiudizi e i vizi della società italiana dell'epoca.

### Personaggi e collane del genere erotico favolistico (1972-1981)
- Biancaneve. Segi-Edifumetto, serie completa n.94  albi. (1972-78).
- Fiabe Proibite. Edifumetto. Serie completa n. 44  albi.  (1973-75).
- Sexy Favole. Geis- Edifumetto. Serie completa n. 60  albi. (1973-76)
- "Sexy Favole Doppie. Geis-Edifumetto. Serie completa n. 35  albi. (1973-76).
- Cappuccetto Rosso. MV. serie completa n.35 albi. (1973-75)
- Favole erotiche. Ed.  LP. Serie completa n. 3 albi. (1973-74).
- Favole del terrore. Ed. LP. Serie completa. N  3 albi. (1973-74).
- Cenerentola. Edifumetto. Serie completa n. 28 albi.  (1974-76).
- Favolette sexy. Edifumetto.  Serie completa n. 14 albi. (1974).

- Pinocchio. Geis. Serie completa n.14 albi. (1974-75).
- Maghella. Publistrip. serie completa n. 140 albi. (1974-81).
- Pinocchio. Ediz. Ellepi - Ediz. Spada.- Ediz Serafini. serie completa n. 21 albi. (1974-76).
- Strafiabe. Edifumetto. Serie completa n. 4 albi.  (1974-75).
- Sexy fiabe. Edimarket- G Spada. Serie completa n. 15 albi.(1974-76).
- Alice. Edizioni Ellepi-  Serie completa n. 11 albi. (1974-76).
- Fata Turchina. Geis. Serie completa n. 8 albi. (1975).
- Le fiabotte. Edizioni Ellepi -Edizioni Edimarket Serie completa n. 6 albi. (1974-76)
- Cappuccetto rotto. Edinational-MEC.  serie completa n. 48 albi. (1975-79).
- Fior di Neve, Edinational.  serie completa n. 6 albi. (1975?).
- Fiabe Colorate. Edifumetto. Serie completa n. 8 albi. (1975).
- Cappuccetto Rotto, Edizioni Ediseven. Milano Edizioni Ges. numero albi ?

## Traduzioni estere
La serie è stata tradotta e pubblicata in diversi paesi: in Francia da Elvifrance con il nome di Contes malicieux, in Brasile come Branquela da Idéia Editoral (una sussidiaria di Editora Três), in Danimarca come Snehvide og de 7 frække dværge da Forlaget Holme, in Portogallo come Branca De Neve da Interpresse, in Spagna come Blancanieves da Ediciones Actuales oltre che sulla rivista erotica per adulti "Emmanuelle" Punch Ediciones, s.a in Gran Bretagna come Snow White, e nei Paesi Bassi con il titolo Erotische L'ertellingen. in Grecia viene tradotto nella collana contenitore, Eikonografimenes Istories, Edizione, Panaiotidis Kostas, G. Hayzidimitrioy.

## Collezionismo
È una delle collane più collezionate e quotate nel panorama del collezionismo fumettistico italiano, raggiungendo prezzi significativi nelle aste specializzate anche estere, come succede in particolare in Francia e Spagna.

### Monografie e Saggi
- Luigi Bernardi e Paolo Ferriani, Biancaneve, collana I quaderni del fumetto italiano, Paolo Ferriani Editore, 1988.
- Luca Mencaroni, Immaginario Sexy, con contributi di Steve Sylvester e Diego Torrini, volume secondo: Edifumetto|Gli anni settanta, Mencaroni Editore, 2015.
- L'arte di Leone Frollo, Firenze, Glittering Images (edizioni d'essai), 1990.
- Graziano Origa, Edifumetto index, Rem Edizioni, 2002.
- Maledette, vi amerò. (Le grandi eroine del fumetto erotico italiano), a cura di Sergio Rossi. Ed. Neri Pozza, 2007.
- Antonio Tentori e Fabio Giovannini, Bellissime e perverse (le sexy eroine del fumetto horror ed erotico italiano), collana Suture, Cut-Up Publishing, 2016, ISBN 8895246640.
- Colpo d'osceno. (Autori e personaggi del fumetto Horror erotico italiano). Davide Barzi. Cut-Up Publishing, 2023. ISBN 9788832218541
- Eros in fabula. (l'irripetibile stagione delle fiabe erotiche a fumetti). Davide Barzi, Cut-Up publishing, 2024. ISBN 9788832218640

### Articoli e Dossier
- INK Fanzine, "Biancaneve", Giampaolo Bombara, n.41. 2006. Pag.34-38.
- Dossier erotismo, (gli autori, i personaggi,le riviste, gli editori) Moreno Burattini, C'era una volta Biancaneve, Fumo di China. N.28. 5 Gennaro 1995.
- Moreno Burattini, Fumetto n.3 ANAFI 1992. pag. 16-18. Reggio Emilia. C'era un volta una regina, la grande stagione della favola erotica.
- Carlo Valentini, Topolino va al casino, ABC, 5 Gennaio 1973.
- Panorama, C'era una pornovolta, Marco Giovannini, n.383, 23-08-1973.
- Le orge di Biancaneve di Luca Ayroldi, e Giorgio Manacorda, Playmen, n.12 Tattilo, Roma, 1973, pag. 67-75.
- L'Espresso, Roma 19 Agosto 1973. Alice nel paese delle gozzoviglie L,Q pag. 15

### Altri media
- Biancaneve & Co. (1982), lungometraggio diretto da Mario Bianchi.